# Франсуа д'Аженкур
Жак-Андре-Франсуа д'Аженкур (фр. Jacques-André-François d'Agincourt, також фр. D'Agincour, Dagincourt чи фр. Dagincour, 1684, Руан — 30 квітня 1758, Руан) — французький композитор, клавесиніст та органіст.

## Біографія
Він вчився у Жака Бойвена та Ніколя Лєбеґа. Між 1701 та 1706 роками він працював органістом у церкві Сент-Манделен-ан-ля-Сіте у Парижі. У 1706 році став титулярним органістом Руанського собору після Бойвена. Він був також органістом у абатстві Сен-Вен у тому ж місті. У 1714 році стає одним із чотирьох органістів Королівської капелли. Жак Дюфлі був одним із його учнів.

## Твори
- Збірка «Клавесинних п'єс» (фр. Pièces de clavecin), видані у 1733 році у Парижі, в яких видно захоплення д'Ажанкура Купереном (який помер того ж року): він теж звав свої 4 сюїти «ordres» і надавав перевагу зображальним і п'єсам з характером над традиційними танцями; його стиль є завжди менш меланхолічним, більш споглядальний.
- Книга 46 п'єс для органу (згруповані по тональностях у 6 сюїтах), що залишилась у рукописному вигляді, була скопійована Александром Ґі Пенґре і зберігається у бібліотеці Сент-Женев'єв.
- дві книги арій із генерал-басом.

### Pièces de Clavecin (1733)
- Premier ordre en ré mineur
  - Allemande La Sincopée
  - Allemande La Couronne
  - Courante
  - Sarabande La Magnifique
  - Le Pattelin, rondeau
  - Gigue La Bléville
  - La Sensible, rondeau
  - Les Dances Provençales
  - La Caressante
  - La Sautillante
  - Menuet
  - Double du menuet précédent
  - Autre menuet

- Second ordre en fa majeur
  - La Pigou
  - Le Colin Mailliard, rondeau
  - La Pressante Angélique
  - Le Précieux, rondeau
  - Les deux Cousines
  - Menuet
  - Chaconne La Sonning

- Troisième ordre en ré majeur
  - L'Ingénieuse
  - La Villerey ou les deux Sœurs
  - L'Agréable, rondeau
  - La Fauvette
  - La Misterieuse
  - Le Val Joyeux, vaudeville
  - Le Moulin à vent
  - La Minerve, rondeau
  - L'Etourdie, rondeau
  - Le presque rien, rondeau
  - La Courtisane, gavotte

- Quatrième ordre en mi mineur
  - Allemande La Couperin
  - Les Violettes fleuries, rondeau
  - La Tendre Lisette, rondeau
  - L'Empressée
  - La Janneton, rondeau
  - La Princesse de Conti, rondeau
  - L'Harmonieuse, rondeau
  - Les Tourtelles, rondeau
  - La Badine, rondeau
  - La D'houdemare
  - La Moderne
  - Menuet